# 將軍澳第67區聯用綜合大樓

將軍澳第67區聯用綜合大樓是位於香港新界西貢區將軍澳興建中的綜合大樓，預定設有公眾街市、醫療及健康設施、社會福利設施、公共教育設施以及政府辦公室。該地點位於唐賢街與寶邑路交界，鄰近將軍澳站、入境事務處總部和興建中的將軍澳政府合署。
大樓於2024年4月動工，由保華-安保聯營承建，預計2028年啟用。

## 聯用綜合大樓設施
- 將軍澳街市
- 香港紅十字會輸血服務中心
- 西貢地區康健中心
- 衞生署兒童體能智力測驗中心
- 母嬰健康院
- 皮膚科診所
- 長者鄰舍中心
- 長者日間護理中心（60個服務名額）
- 殘疾人士地區支援中心
- 到校學前康復服務辦事處（100個服務名額）
- 展能中心（50個服務名額）
- 消防處社區應急準備體驗學習中心
- 食環署公眾骨灰龕位編配辦事處
- 衞生署醫療券事務科辦事處
- 社會福利署黃大仙及西貢區福利辦事處和安老服務統一評估管理辦事處（東九龍）（原位於黃大仙現崇山商場地下9-13A及13B號舖）